# Амта (хутор)
Амта — хутор в Зимовниковском районе Ростовской области. Входит в состав Ленинского сельского поселения.
Основан в начале XX века как временное поселение Амтинское
Население — 56 (2010)

## История
Основан в начале XX века как временное поселение Амтинское калмыцкой станицы Кутейниковской. Согласно Алфавитному списку населённых мест области войска Донского 1915 года издания в поселении Амтинском насчитывалось 34 двора, в которых проживало 139 душ мужского и 148 женского пола.
Согласно первой Всесоюзной переписи населения 1926 года население хутора Амта Зимовниковского сельсовета составило 569 человек, из них 478 — украинцы.

## География
Хутор в пределах Сальско-Манычской гряды, являющейся субширотным продолжением Ергенинской возвышенности, относящейся к Восточно-Европейской равнине, по левой стороне балки Большая Амта (бассейн реки Большая Куберле), на высоте 54 метра над уровнем моря. Рельеф местности равнинный, полого-увалистый. Почвы — тёмно-каштановые солонцеватые и солончаковые.
По автомобильной дороге расстояние до Ростова-на-Дону составляет 260 км, до ближайшего города Волгодонск — 43 км, до районного центра посёлка Зимовники — 13 км. Близ хутора проходит областная автодорога Волгодонск — Зимовники
На хуторе имеется одна улица: Дружбы.
Часовой пояс
Хутор Амта, как и вся Ростовская область, находится в часовой зоне МСК (московское время). Смещение применяемого времени относительно UTC составляет +3:00.

## Население
Динамика численности населения
| 1915 | 1926 | 2002 |
| ---- | ---- | ---- |
| 287  | 569  | 90   |

| 2010 |
| ---- |
| 56   |